# Menhires de Rotemburgo-Lindele
Los menhires de Rotemburgo-Lindele son dos menhires prehistóricos decorados (estatua-menhir) de Rotemburgo del Néckar en el distrito de Tubinga en Baden-Wurtemberg. Actualmente se encuentran en el Museo Arqueológico Estatal de Baden-Württemberg en Constanza.

## Ubicación e historia del descubrimiento
Las piedras fueron descubiertas entre 1984 y 1995 en el norte de la ciudad de Rotemburgo, en la calle Im Lindele, durante la excavación de un cementerio de la Edad del Hierro por el empleado voluntario de la Oficina Estatal de Monumentos de Tubinga, Waldemar Stefiuk, durante una inspección del lugar en el marco de la Trabajos de construcción y a partir de hallazgos encontrados durante las excavaciones. Se informó inmediatamente a Hartmann Reim en la Oficina Estatal de Monumentos en Tubinga sobre los hallazgos. Esto significó que los trabajos de salvamento podrían comenzar inmediatamente sin una destrucción importante de los hallazgos arqueológicos. El descubridor participó activamente en la recuperación y documentación gráfica de los hallazgos en la fase inicial de 1985. 
Data entre el 800 y el 200 a. C. y constaba de 71 túmulos, así como numerosas tumbas poco profundas y fosas para la incineración de cadáveres. Los menhires se utilizaron allí secundariamente como estelas funerarias, pero en sí mismos son significativamente más antiguos que el cementerio. A sólo unos cientos de metros al suroeste se descubrió otro menhir decorado en la Herderstraße.

## Descripción

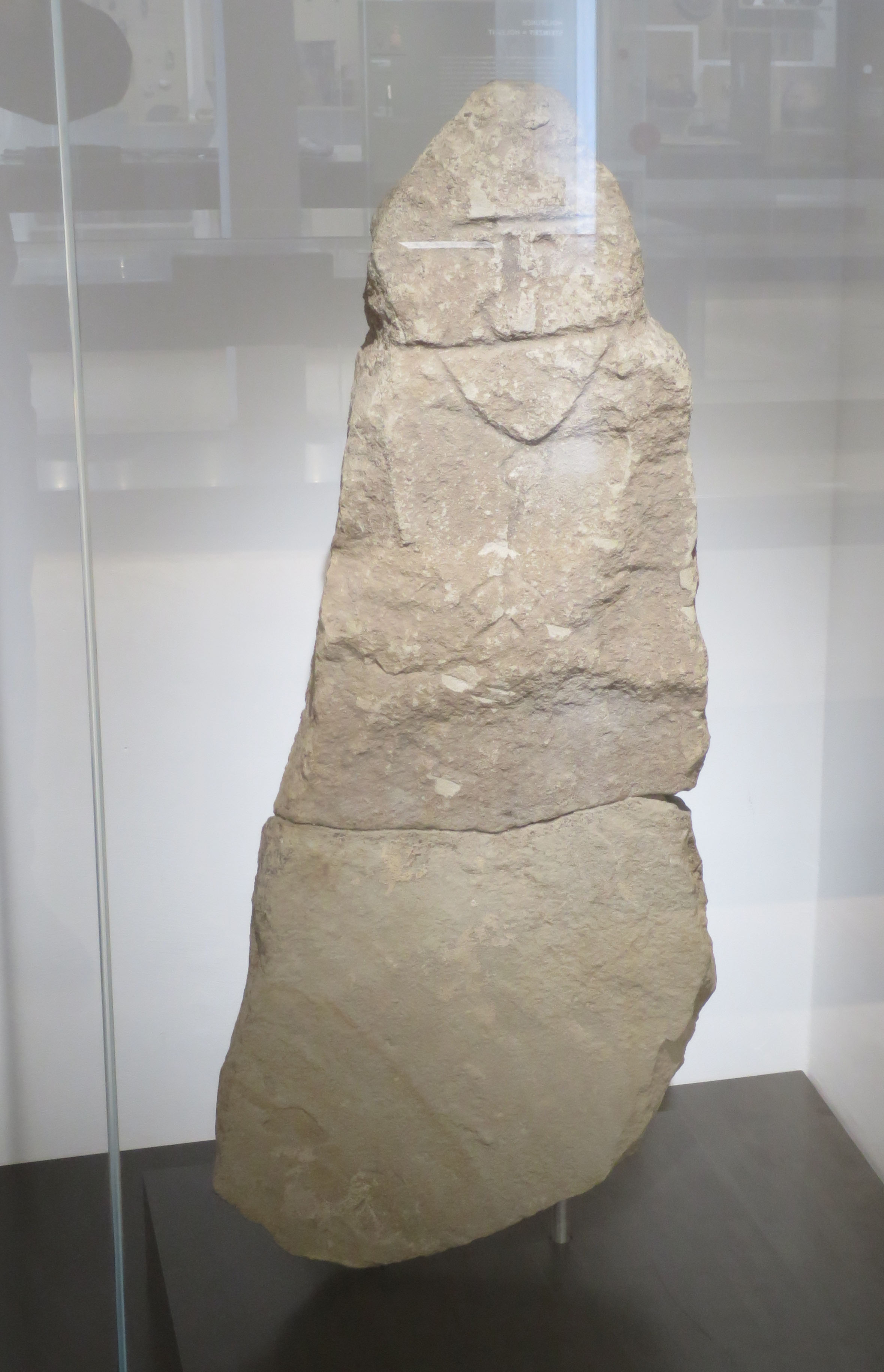
Menhir I en el Museo Arqueológico Estatal de Baden-Wurtemberg

Ambos menhires están realizados en piedra arenisca y tienen forma de placa que se estrecha hacia la parte superior. Ambas piedras tienen representaciones faciales estilizadas en la parte superior.
- El menhir I tiene una superficie relativamente lisa y mide 123 centímetros de alto. En tiempos prehistóricos se rompió ligeramente por debajo de la mitad. Se pueden ver dos líneas horizontales como límite de la cara, con agujeros redondos en el medio y líneas para los ojos, la nariz y la boca. Probablemente debajo de la cara se muestre un collar con un colgante.
- El menhir II tiene una superficie de forma irregular y es ligeramente más alto que el menhir I. La representación del menhir II está algo peor conservada, pero aún es fácil de ver. Dos líneas en ángulo agudo entre sí marcan el extremo inferior de la cara. La nariz y los ojos están marcados por un surco vertical y dos agujeros. También hay varias líneas que atraviesan el pecho, incluida una horizontal y otra en semicírculo.

La edad de los dos menhires sólo puede determinarse mediante comparaciones estilísticas. Las piedras son muy similares a varios menhires decorados conocidos de Sajonia-Anhalt, como el menhir de Schafstädt y el menhir de Pfützthal, que datan de la cultura de la cerámica cordada del Neolítico tardío (2800-2200 a. C.). Por lo tanto, es plausible atribuir también los menhires de Rotemburgo a este período y considerar su uso en el cementerio de la Edad del Hierro como un uso secundario.